# 巴西彩虹蚺
巴西彩虹蚺（学名：Epicrates cenchria）为蚺科虹蚺屬下的一个种。
身長2.5公尺。

## 扩展阅读
- 維基物種上的相關：巴西彩虹蚺